# Aya Matsuura
Aya Matsuura (jap. 松浦亜弥 Matsuura Aya; pseudonim Ayaya, ur. 25 czerwca 1986 w Himeji) – japońska piosenkarka j-pop, aktorka.
Poza karierą solową śpiewała w takich zespołach jak GAM, Gomattou, DEF.DIVA, 3-nin Matsuri, Odoru 11, SALT5 i kilku innych. Występowała również w wielu japońskich reklamach, programach telewizyjnych, a nawet zagrała w dwóch filmach. Jej mężem od 2013 jest piosenkarz Keita Tachibana (橘 慶太).

## Dyskografia
Albumy
- First Kiss – 2002
- T.W.O – 2003
- X3 – 2004
- Matsuura Aya Best 1 – 2005
- Naked Songs – 2006
- Double Rainbow – 2007
- Omoi Afurete – 2009
- Click You, Link Me – 2010
- 10th Anniversary Best 2011

Single
- Dokki Doki! LOVE Mail – 2001
- Tropica~l Koishite~ru – 2001
- LOVE Namida Iro – 2001
- 100kai no KISS – 2001
- ♥ Momoiro Kataomoi ♥ – 2001
- Yeah! Meccha Holiday – 2002
- The Bigaku – 2002
- Sougen no Hito – 2002
- Ne~e? – 2003
- GOOD BYE Natsuo – 2003
- THE LAST NIGHT – 2003
- Kiseki no Kaori Dance – 2004
- Hyacinth – 2004
- YOUR SONG ~Seishun Sensei~ – 2004
- Watarasebashi – 2004
- Tensai! LET’S GO Ayayamu – 2004
- Zutto Suki de Ii desu ka – 2005
- Ki ga Tsukeba Anata – 2005
- Suna wo Kamu you ni... NAMIDA – 2006
- Kizuna – 2008
- Chocolate Damashi – 2009
- Futari Osaka – 2011
- Subject: Sayonara – 2011